# Giuseppe Abozzi
Giuseppe Abozzi o Peppino Abozzi, noto anche con lo pseudonimo di Mascagnino (Sassari, 26 settembre 1882 – Sassari, 25 novembre 1962), è stato un avvocato e politico italiano, deputato all'Assemblea Costituente per il Fronte dell'Uomo Qualunque.

## Biografia

### I primi anni
La famiglia Abozzi, originaria di Osilo, era una delle più importanti famiglie borghesi di Sassari di orientamento liberale e occupava da tempo un ruolo centrale nella società e nella politica della città. Il padre di Giuseppe Abozzi, Michele Abozzi, fu deputato dal 1904 al 1919 di orientamento moderato e presidente dell'Istituto fascista di cultura, mentre il nonno Luigi e il bisnonno Francesco furono rispettivamente professore di eloquenza a Sassari e professore di anatomia. Studiò giurisprudenza all'Università di Sassari, dove si fece notare anche per la partecipazione come direttore d'orchestra in un gruppo teatrale studentesco. Anche finiti gli studi accompagnò il ruolo di avvocato alla attività di conferenziere in ambito letterario e musicale. Come il padre, occupò dei ruoli di rilievo all'interno del fascismo sardo, avendo diretto dal 1939 la sede sassarese dell'Istituto di credito agrario.

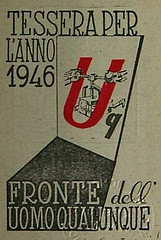
La tessera del Fronte dell'Uomo Qualunque

### La carriera politica con il Fronte dell'Uomo Qualunque
Giuseppe Abozzi fu, assieme a Antonio Spanedda, una delle figure attorno alle quali si formarono i primi nuclei del Fronte dell'Uomo Qualunque in Sardegna. Abozzi divenne il primo e unico segretario provinciale del partito a Sassari. Come nel caso delle altre sezioni provinciali sarde del Fronte, l'attività del partito ruotava attorno ad Abozzi, che svolgeva un ruolo preponderante nel coordinamento elettorale, nonostante l'alto numero di iscritti.
Venne candidato alla circoscrizione Cagliari-Sassari-Nuoro alle elezioni della assemblea costituente del 1946. Nella circoscrizione il partito ottenne 65 142 voti (12,35%) e un risultato particolarmente buono nella provincia (14,99%) e nel comune di Sassari (28,40%) e ad Osilio (19,94%), comune di origine della famiglia. Giuseppe Abbozzi fu l'unico eletto del partito nella circoscrizione con 18 436 preferenze, il quinto candidato più votato in Sardegna dopo Antonio Segni, Gesumino Mastino, Salvatore Mannironi e Velio Spano.

### Dopo l'Assemblea Costituente
Con la scissione del partito del 1947, Abozzi non si schierò apertamente né con Guglielmo Giannini né con i dissidenti, rivendicando la sua indipendenza. Alle elezioni politiche del 1948 si ricandidò sia al Senato che alla Camera con il Blocco Nazionale, che comprendeva anche il Fronte dell'Uomo Qualunque: non venne rieletto, arrivando secondo al Senato nel collegio uninominale di Sassari con 13 501 voti (16,44%) dietro a Giovanni Lamberti della DC e secondo nella sua lista nella circoscrizione Cagliari-Sassari-Nuoro della Camera con 11 362 preferenze. Con la dissoluzione del partito, il comitato provinciale di Sassari della Democrazia Cristiana valutò l'idea di candidarlo nelle sue liste alle elezioni regionali del 1949 e avvantaggiarsi del suo bacino di voti raccolto alle precedenti elezioni, ma la proposta non fu accolta a causa dell'opposizione di vari esponenti del partito, dell'Azione Cattolica, delle ACLI e della base del partito legata a Gronchi e Dossetti. Terminato il suo mandato come deputato all'Assemblea costituente, non ebbe più incarichi elettivi nazionali.

## Il lavoro alla Assemblea Costituente

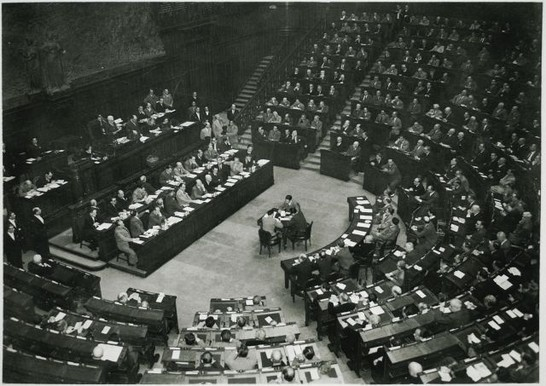
Prima seduta dell'Assemblea Costituente del 25 giugno 1946

Seguendo l'orientamento del Fronte dell'Uomo Qualunque, alla Costituente Giuseppe Abozzi fu l'unico parlamentare sardo ad opporsi fortemente all'istituzione delle regioni, scontrandosi in particolare con Emilio Lussu e appoggiando un emendamento del liberale Alfonso Rubilli per l'eliminazione del Titolo V. Favorevole a un decentramento su base provinciale, nei suoi discorsi all'assemblea Abozzi evidenziò il rischio di ridimensionamento del ruolo delle principali città sarde, inclusa Sassari, nei confronti del capoluogo Cagliari e di una contrapposizione tra le regioni ricche e quelle povere. Allo stesso modo si oppose allo statuto speciale per le regioni, presentando senza successo un emendamento per rimuoverlo dalla Costituzione.
Fu a favore dell'autogoverno e dell'indipendenza della magistratura, opponendosi a proposte di elezione diretta dei magistrati. Propose anche un emendamento per vietare l'iscrizione dei magistrati a "partiti politici o associazioni segrete", che non venne però approvato. Altri due emendamenti non approvati in questo senso furono quello presentato in parallelo a uno simile di Tito Oro Nobili per far presiedere il Consiglio Superiore della Magistratura dal primo presidente della Corte di cassazione, invece che dal Presidente della Repubblica, e un altro per imporre che il Consiglio Superiore della Magistratura fosse composto esclusivamente da magistrati.
Alla Costituente fece anche parte della commissione incaricata di verificare il fondamento dell'accusa rivolta da Andrea Finocchiaro Aprile a Ferruccio Parri, nonché della commissione per l'esame del disegno di legge riguardante le norme per l'elezione del Senato. Cercò, senza successo, di creare una circoscrizione elettorale di Sassari-Nuoro separata da quella di Cagliari per la Camera.